# Wilsic
Wilsic – osada w Anglii, w hrabstwie South Yorkshire, w dystrykcie Doncaster, w civil parish Stainton. Leży 7 km od miasta Doncaster. Wilsic jest wspomniana w Domesday Book (1086) jako Wilsewice/Wiselewinc.